# Long Counter
Der Long Counter (engl.: „langer Zähler“) ist ein verbreiteter Typ von Neutronendetektoren. 

## Aufbau
Der eigentliche Detektor im Long Counter ist ein Zählrohr, das auf thermische Neutronen anspricht, meist ein Bortrifluorid-Proportionalzähler. Das Zählrohr befindet sich in der Achse eines zylindrischen Moderators aus Paraffin oder Kunststoff (Polyethylen), der auch ein Neutronen absorbierendes Material enthält (siehe Abbildung).

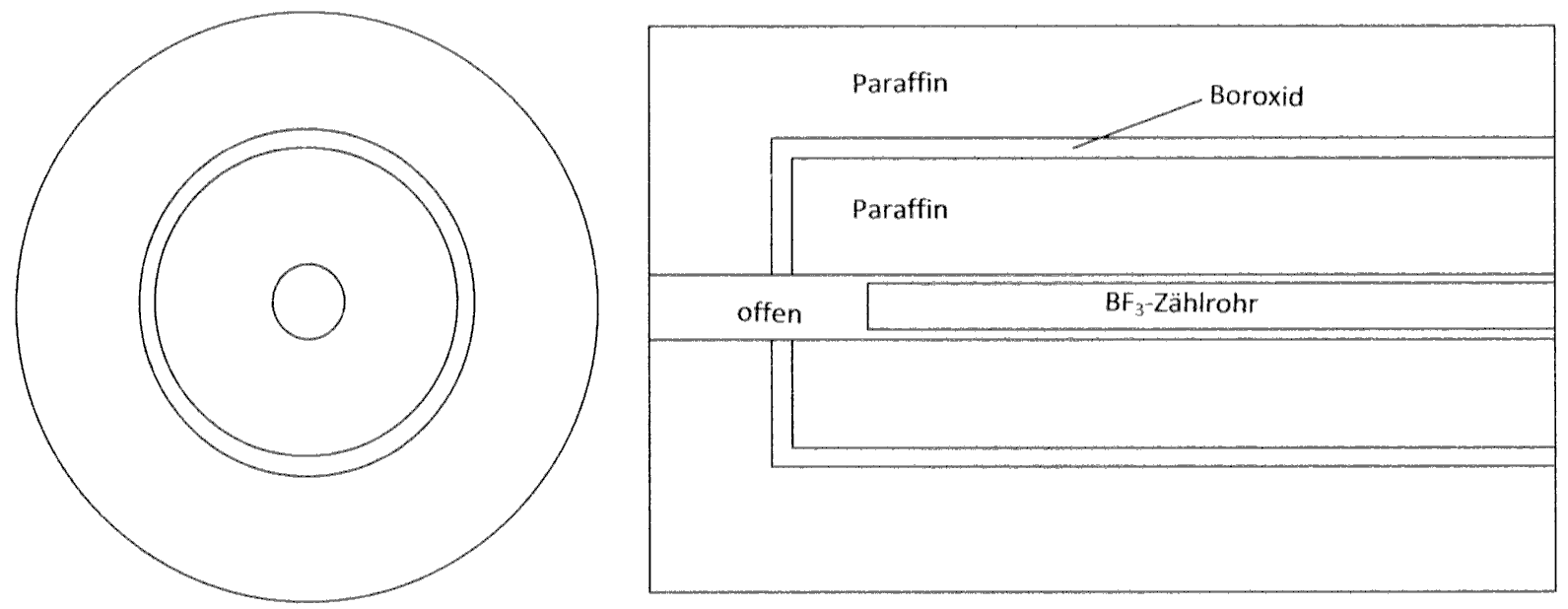
Long Counter, schematisch. Länge etwa 50 cm.

Es sind mehrere etwas verschiedene Konstruktionen von Long Countern veröffentlicht worden. Bei manchen ist beispielsweise die Vorderseite des Moderators (in der Längsschnitt-Abbildung die rechte Seite) zusätzlich mit einem konzentrischen Kranz von achsparallelen Bohrungen umgeben, deren Tiefe etwa die halbe Zählrohrlänge ist. Die äußere Paraffinschicht kann von einem vorne offenen Metallgehäuse umgeben sein. 

## Eigenschaften und Verwendung
Durch die geometrische Gestaltung des Moderators und Abschirmmaterials wird erreicht, dass die Nachweiswahrscheinlichkeit für Neutronen, die von der Vorderseite einfallen, für Neutronenenergien von wenigen Kiloelektronenvolt bis hinauf zu mehreren Megaelektronenvolt annähernd konstant ist. Der Long Counter eignet sich dadurch beispielsweise gut zur Überwachung der Neutronenproduktion an Beschleunigeranlagen, bei denen an einer gleichbleibenden Stelle im Raum Neutronen abwechselnd durch verschiedene Kernreaktionen mit verschiedenem Energiespektrum freigesetzt werden.
Der erste Long Counter wurde schon 1947 in den USA verwendet und beschrieben, also zu einer Zeit, wo detaillierte räumliche Berechnungen des energieabhängigen Neutronenflusses noch nicht möglich waren und die Konstruktion sich auf Schätzungen und Versuche stützen musste.